# Formatie van Visé
De Formatie van Visé is een geologische formatie in het Kempens Bekken in de ondergrond van het noordoosten van België. Deze formatie is genoemd naar de stad Wezet (Visé) in de provincie Luik en komt uit het Vroeg-Carboon (Dinantiaan, Viséaan). De formatie is bekend van de fossielen, die een blik bieden op de mariene fauna die 340 miljoen jaar geleden in de ondiepe binnenzee op de plek van het huidige België leefde.

## Beschrijving
De Formatie van Visé bestaat uit drie verschillende lithologieën:
- Sedimentaire kalkbreccie bestaande uit klasten van gesteente uit het Devoon.
- Dungelaagde tot massieve kalksteen, dit zijn packstones en rudstones.
- Fossielrijke kalksteen, algenkalk of biostromen met fossielen van vooral brachiopoden.

De Formatie van Visé werd al in 1822 beschreven door Omalius d'Halloy. De fossielen uit deze formatie (de zogenaamde Viséaanse fauna) waren van groot belang voor de ontwikkeling van de paleontologische kennis van het Carboon in de 19e eeuw.

## Voorkomen en stratigrafie
De Formatie van Visé komt alleen voor in een klein gebied rondom Wezet (Visé) en in de ondergrond van de aangrenzende Voerstreek. In de typelocatie (groeve F bij Wezet) is de formatie rond de 100 meter dik. Ze is onderdeel van de Kolenkalk Groep.
Het belang van de formatie blijkt eruit dat een etage uit de wereldwijd gebruikte geologische tijdschaal, het Viséaan, naar dezelfde typelocatie is vernoemd. Chronostratigrafisch behoort niet de hele formatie tot deze etage: het oudere deel valt in het Tournaisiaan. De formatie is onderdeel van de subetages Moliniaciaan en Warnantiaan. Daarmee is de ouderdom rond de 348 tot 340 miljoen jaar.
De basis van de Formatie van Visé is een discordantie. Ze ligt bovenop de Formatie van de Vesder (dolosteen) of de Formatie van Lustin (kalksteen). Bovenop de Formatie van Visé ligt de donkergekleurde kleirijke kalksteen van de Formatie van Goeree. Waar de Formatie van Goeree ontbreekt wordt de Formatie van Visé afgedekt door de verkiezelde kalk en schalie van de Formatie van Souvré.